# Gustaf Retzius
Magnus Gustaf Retzius (født 17. oktober 1842 i Stockholm, død 22. juli 1919 i Stockholm) var en svensk anatom og antropolog, søn af Anders Retzius.
Retzius studerede i Uppsala, blev dr. med. 1871 og samme år docent i anatomi ved det Karolinske Institut, fik 1877 et personligt professorat i histologi og blev 1889 ordentlig professor i anatomi, men søgte allerede det følgende år sin afsked og levede siden som privatiserende videnskabsmand.
Allerede som student udgav han faderens samlede antropologiske afhandlinger (Ethnologische Schriften, 1864) og deltog med Hildebrand og von Düben i omfattende arkæologisk-antropologiske undersøgelser, ved hvilke han tilvejebragte en stor del af det rige Materiale, han senere har benyttet i sit monumentale værk om Sveriges forhistoriske kranier (Crania Suecica Antiqua, 1900). 
1873 foretog han i selskab med Lovén og Nordensson en antropologisk undersøgelsesrejse i Finland og Rusland, hvis resultater han har nedlagt i det store arbejde Finska Kranier (1878). Hans sidste store antropologiske Foretagende er en omfattende undersøgelse af det svenske folks antropologi, udgivet i forening med Carl Magnus Fürst under titlen Antropologia Suecica (1902). 
Medens de her nævnte undersøgelser kan betragtes som en fortsættelse af, hvad faderen havde påbegyndt, har Retzius på et ganske andet omraade udført et endnu betydeligere arbejde. Allerede 1869 påbegyndte han i samarbejde med Axel Key en række undersøgelser over nervesystemets og bindevævets anatomi, som indbragte forfatterne Det Franske Akademis Monthyonske Pris. 
Foruden to store folioværker Das Gehörorgan der Wirbelthieren (1881—84) og Das Menschenhirn (1896) udgav Retzius et meget stort antal specialafhandlinger om beslægtede emner i en halv snes foliobind under fællestitlen Biologische Untersuchungen samt en lang række andre afhandlinger i forskellige svenske og udenlandske tidsskrifter. 
Retzius udgav desuden en del populærvidenskabelige skrifter og var 1884—87 hovedredaktør af Aftonbladet, som han kom i forbindelse med ved sit ægteskab medl Lars Hiertas datter. Ved talrige rejser i og uden for Europa har han vedligeholdt og udviklet det livlige videnskabelige samkvem med udlandet, som også den ældre Retzius dyrkede.